# Sommelet-Hauser-omlegging
De Sommelet-Hauser-omlegging is een intramoleculaire 2,3-sigmatrope omlegging van een benzyl-quaternair ammoniumzout met behulp van een sterke base, zoals een alkalimetaalamide. Een voorbeeld van een benzyl-quaternair ammoniumzout is een benzyldimethylalkylammoniumzout. In de omlegging migreert een alkylgroep naar de benzeenring. De reactie resulteert dan in een benzyldialkylamine met een alkylgroep in de ortho-positie:
De sterke base is hier natriumamide in vloeibaar ammoniak.
De reactie is genoemd naar Marcel Sommelet en Charles R. Hauser. Ze is bruikbaar voor de synthese van allerlei ortho-gesubstitueerde aromatische verbindingen. 

## Reactiemechanisme
De reactie verloopt via een ylide dat uit het quaternair ammoniumzout ontstaat door deprotonering van de benzylische positie. Dit ylide (1) is in evenwicht met het isomere ylide (2). Hoewel dit tweede ylide veel minder voorkomt omdat het minder goed gestabiliseerd is, ondergaat het een 2,3-sigmatrope omlegging gevolgd door de aromatisering tot het reactieproduct (3).
De Stevens-omlegging, een 1,2-sigmatrope omlegging, is een concurrerende reactie. De selectiviteit tussen de beide reacties hangt af van een aantal factoren, onder meer de reactietemperatuur: bij hoge temperatuur wordt de Stevens-omlegging bevoordeeld, terwijl bij lagere temperatuur de Sommelet-Hauser-omlegging bevoordeeld is.